# 计里画方
计里画方为古代中国地图学的一种传统定量制图方法，此种制图方法先在地图上按照一定的比例关系绘成方格坐标网，以此来控制地图上各要素的方位和距离。计里画方法一直使用至清代，在地图投影法和经纬度制图传入之前是中国科学性最强的制图方法。这一方法于13世纪传到西方，被阿拉伯和意大利的地图学學者所采用，其建立的坐标体系被李约瑟称之为定量方格坐标网。

## 起源
关于方格坐标的起源主要有四种说法，第一种认为可能与井田制有关，第二种认为可能与《禹贡》中同心正方形观念有关，第三种则认为源于古代绢画地图中绢的纵（经）、横（纬）两种线，可能使人联想到以此可以决定地图上一个地点的位置，最后一种则认为是为了便于拼图，如中央政府将各地方所呈上的地图拼合成全国地图。
清初以来众多中西学者认为计里画方始于西晋地图学家裴秀，但缺乏实物资料和有关文字记载佐证。现代一些观点则认为计里画方为裴秀制图六体中“分率”的一种表现形式，而设分率的地图未必画方。

## 制图原理
基于中国古代以天圆地方为主的思想观念，计里画方的基本制图原理是将地表面视为平面，不考虑地表曲率。这与現代地图学以地表面为球面截然不同，因此中国传统地图学并没有以球面为基础而发展出经纬线投影，古代地图学家也没有经纬度的概念。
计里画方采用正方方格作为网格，每一方格的边长相当于地图的比例尺，因此使用这一方法绘制的地图常有类似于“每方折地百里”、“方括十里”的文字说明，即缩制的比例。利用方格网的控制，需要绘制的地理要素被按一定比例缩制到地图上，并用各种线条、符号、颜色与注记表示，各要素之间的距离即为水平直线距离，可以量度。由于忽略地表曲率，离测绘中心越远则制图误差越大，但在绘制小范围地图时误差可以忽略不计，从而具有一定的准确度。与此同时，基于中国古代绘制地图的目的，其变形也并没有成为一个严重的问题。

## 著名实例
裴秀及追随者贾耽所绘地图皆已失传，元代及以前所流传下来的中国古代地图中，采用计里画方法绘制的地图实例极为罕见，大部分属于没有确定的比例尺、非定量的描述式地图（或称形象画法地图）。
现存最早的实例为南宋石刻《禹迹图》，为刘齐阜昌七年（南宋绍兴六年，1136）四月刻石，此图为全国地图，刻有山川、州郡等地理要素，其长宽各约0.77米，上有水平方格70格，垂直方格73格，共计5110个方格（海洋部分未绘出方格），并标有“每方折地百里”，全图所涵盖的总面积约1278万平方公里，其中的海岸线轮廓和黄河等河流的形状已与现代地图十分相似。
另一个著名的实例为明代罗洪先根据元代朱思本《舆地图》（原本已失传）改制增广而成的《广舆图》，最初刊行于明嘉靖三十四年（1555），为一部分省地图集，共45幅，初刻版开本为正方形，图幅纵34.5厘米，横35.5厘米，其中舆地总图采用每方折地500里，分省图（两直隶十三布政司图）采用每方折地100里，其余分别用每方折地40里、80里、200里、400里、500里等。图上各省的轮廓已接近现代地图，此图也成为晚明和清初众多地图的蓝本。